# Matthias Schütt
Matthias Schütt (* 21. November 1977 in Husum) ist ein deutscher Mathematiker, der sich mit Algebraischer Geometrie und insbesondere mit K3-Flächen befasst.

## Leben
Matthias Schütt legte 1997 an der Hermann-Tast-Schule in Husum sein Abitur ab und promovierte im Juni 2006 an der Universität Hannover mit Auszeichnung. Seine Dissertation mit dem Titel „Hecke-Eigenformen und die Arithmetik singulärer K3-Flächen“ wurde unter der Betreuung von Klaus Hulek verfasst. 
Zuvor hatte er 2003 sein Diplom in Mathematik und Physik an der Universität Hannover erworben. Die Diplomarbeit behandelte das Thema „Die Modularität starrer Calabi-Yau-Dreifaltigkeiten“. 
Nach seiner Promotion arbeitete Matthias Schütt von 2006 bis 2008 als Postdoktorand am Department of Mathematics der Harvard University und anschließend bis 2009 am Mathematischen Institut der Universität Kopenhagen. Im Juli 2009 kehrte er als Juniorprofessor an die Leibniz Universität Hannover zurück, wo er seit 2013 Professor für Algebraische Geometrie ist.
Für seine wissenschaftlichen Leistungen erhielt Matthias Schütt 2010 den Niedersächsischen Wissenschaftspreis. Außerdem konnte er im Zeitraum von 2011 bis 2016 ein ERC Starting Grant für das Projekt „Arithmetik algebraischer Flächen“ einwerben. Weitere Förderungen erhielt er unter anderem durch den DAAD und die DFG zur Unterstützung internationaler Forschungskooperationen und Konferenzen. 
Seine Forschungsschwerpunkte liegen in der arithmetischen und komplexen Geometrie, insbesondere in der Theorie der algebraischen Flächen und ihrer Verbindungen zur Zahlentheorie.